# Arthroleptis
Arthroleptis is een geslacht van kikkers uit de familie Arthroleptidae. De groep werd voor het eerst wetenschappelijk beschreven door Charles Hamilton Smith in 1849. Later werd de wetenschappelijke naam Schoutedenella gebruikt.
Er zijn 48 soorten, inclusief pas enkele soorten die pas recent wetenschappelijk beschreven soorten zoals Arthroleptis kutogundua die pas 2012 bekend is. Alle soorten leven in grote delen van tropisch Afrika.

## Soorten
Geslacht Arthroleptis
- Soort Arthroleptis adelphus Perret, 1966
- Soort Arthroleptis adolfifriederici Nieden, 1911
- Soort Arthroleptis affinis Ahl, 1939
- Soort Arthroleptis anotis Loader, Poynton, Lawson, Blackburn & Menegon, 2011
- Soort Arthroleptis aureoli (Schiøtz, 1964)
- Soort Arthroleptis bioko Blackburn, 2010
- Soort Arthroleptis bivittatus Müller, 1885
- Soort Arthroleptis brevipes Ahl, 1924
- Soort Arthroleptis carquejai Ferreira, 1906
- Soort Arthroleptis crusculum Angel, 1950
- Soort Arthroleptis fichika Blackburn, 2009
- Soort Arthroleptis formosus Rödel, Kouamé, Doumbia & Sandberger, 2011
- Soort Arthroleptis francei Loveridge, 1953
- Soort Arthroleptis hematogaster (Laurent, 1954)
- Soort Arthroleptis kidogo Blackburn, 2009
- Soort Arthroleptis krokosua Ernst, Agyei & Rödel, 2008
- Soort Arthroleptis kutogundua Blackburn, 2012
- Soort Arthroleptis lameerei De Witte, 1921
- Soort Arthroleptis langeri Rödel, Doumbia, Johnson & Hillers, 2009
- Soort Arthroleptis loveridgei De Witte, 1933
- Soort Arthroleptis mossoensis (Laurent, 1954)
- Soort Arthroleptis nguruensis Poynton, Menegon & Loader, 2009
- Soort Arthroleptis nikeae Poynton, 2003
- Soort Arthroleptis nimbaensis Angel, 1950
- Soort Arthroleptis nlonakoensis (Plath, Herrmann & Böhme, 2006)
- Soort Arthroleptis palava Blackburn, Gvoždík & Leaché, 2010
- Soort Arthroleptis perreti Blackburn, Gonwouo, Ernst & Rödel, 2009
- Soort Arthroleptis phrynoides (Laurent, 1976)
- Soort Arthroleptis poecilonotus Peters, 1863
- Soort Arthroleptis pyrrhoscelis Laurent, 1952
- Soort Arthroleptis reichei Nieden, 1911
- Soort Arthroleptis schubotzi Nieden, 1911
- Soort Arthroleptis spinalis Boulenger, 1919
- Soort Arthroleptis stenodactylus Pfeffer, 1893
- Soort Arthroleptis stridens (Pickersgill, 2007)
- Soort Arthroleptis sylvaticus (Laurent, 1954)
- Soort Arthroleptis taeniatus Boulenger, 1906
- Soort Arthroleptis tanneri Grandison, 1983
- Soort Arthroleptis troglodytes Poynton, 1963
- Soort Arthroleptis tuberosus Andersson, 1905
- Soort Arthroleptis variabilis Matschie, 1893
- Soort Arthroleptis vercammeni (Laurent, 1954)
- Soort Arthroleptis wageri FitzSimons, 1930
- Soort Arthroleptis wahlbergii Smith, 1849
- Soort Arthroleptis xenochirus Boulenger, 1905
- Soort Arthroleptis xenodactyloides Hewitt, 1933
- Soort Arthroleptis xenodactylus Boulenger, 1909
- Soort Arthroleptis zimmeri (Ahl, 1925)

Arthroleptis · 
Cardioglossa